# Luciano Tesi
Luciano Tesi (Monsummano Terme, 10 de diciembre de 1931) es un veterinario italiano y astrónomo aficionado, descubridor de un gran número de asteroides y director del Observatorio Astronómico de las Montañas de Pistoia en San Marcello Pistoiese.
En 1980, fundó el "Grupo amateur de las Montañas de Pistoia" (en italiano: Gruppo Astrofili Montagna Pistoiese). Posteriormente, este grupo llevó a la construcción del Observatorio Astronómico de las Montañas de Pistoia. Como director del observatorio, ha colaborado con diversos descubridores en el seguimiento de objetos cercanos a la Tierra (NEOs) y en el descubrimiento de asteroides desde 1994.

## Descubrimientos
El Minor Planet Center acredita a Luciano Tesi como descubridor de 184 asteroides entre 1994 y 2008, 9 de ellos en solitario y un total de 175 asteroides en colaboración con los astrónomos Andrea Boattini, Gabriele Cattani, V. Cecchini, M. Tombelli, Vittorio Goretti, Alfredo Caronia, Giuseppe Forti, Michele Mazzucato y Giancarlo Fagioli.
Junto con Giancarlo Fagioli, también ha descubierto el asteroide del Cinturón principal (280641) Edosara, que erróneamente está acreditado a "T. esi" por el MPC. Los codescubrimientos hechos por Tesi y Fagioli aparecen en tres separado registros en la lista de descubridores de asteroides del Minor Planet Center.
| Asteroides descubiertos: 185                                                                                 | Asteroides descubiertos: 185 | Asteroides descubiertos: 185 |
| --- | ---------------------------- | ---------------------------- |
| (7787) Annalaura                                                                                             | 23 de noviembre de 1994      | [ n. 1 ]                     |
| (7801) Goretti                                                                                               | 12 de abril de 1996          | [ n. 1 ]                     |
| (8051) Pistoria                                                                                              | 13 de agosto de 1997         | [ n. 2 ]                     |
| (8558) Hack                                                                                                  | 1 de agosto de 1995          | [ n. 1 ]                     |
| (9904) Mauratombelli                                                                                         | 29 de julio de 1997          | [ n. 1 ]                     |
| (10219) Penco                                                                                                | 25 de octubre de 1997        | [ n. 1 ]                     |
| (10371) Gigli                                                                                                | 27 de febrero de 1995        | [ n. 1 ]                     |
| (10584) Ferrini                                                                                              | 14 de abril de 1996          | [ n. 1 ]                     |
| (10642) Charmaine                                                                                            | 19 de enero de 1999          | [ n. 1 ]                     |
| (11102) Bertorighini                                                                                         | 26 de septiembre de 1995     |                              |
| (11359) Piteglio                                                                                             | 27 de enero de 1998          | [ n. 3 ]                     |
| (11595) Monsummano                                                                                           | 23 de mayo de 1995           | [ n. 1 ]                     |
| (11605) Ranfagni                                                                                             | 19 de octubre de 1995        | [ n. 1 ]                     |
| (11622) Samuele                                                                                              | 9 de septiembre de 1996      | [ n. 1 ]                     |
| (11625) Francelinda                                                                                          | 20 de octubre de 1996        | [ n. 2 ]                     |
| (11667) Testa                                                                                                | 19 de octubre de 1997        | [ n. 1 ]                     |
| (12399) Bartolini                                                                                            | 19 de julio de 1995          | [ n. 1 ]                     |
| (12840) Paolaferrari                                                                                         | 6 de abril de 1997           | [ n. 2 ]                     |
| (12927) Pinocchio                                                                                            | 30 de septiembre de 1999     | [ n. 4 ]                     |
| (13150) Paolotesi                                                                                            | 23 de marzo de 1995          | [ n. 1 ]                     |
| (13200) Romagnani                                                                                            | 13 de marzo de 1997          | [ n. 2 ]                     |
| (13223) Cenaceneri                                                                                           | 13 de agosto de 1997         |                              |
| (13250) Danieladucato                                                                                        | 19 de julio de 1998          | [ n. 1 ]                     |
| (13704) Aletesi                                                                                              | 13 de agosto de 1998         |                              |
| (13798) Cecchini                                                                                             | 15 de noviembre de 1998      | [ n. 1 ]                     |
| (14186) Virgiliofos                                                                                          | 7 de diciembre de 1998       | [ n. 1 ]                     |
| (14486) Tuscia                                                                                               | 4 de octubre de 1994         | [ n. 2 ]                     |
| (14964) Robertobacci                                                                                         | 2 de noviembre de 1996       | [ n. 2 ]                     |
| (15034) Décines                                                                                              | 16 de noviembre de 1998      | [ n. 4 ]                     |
| (15041) Paperetti                                                                                            | 8 de diciembre de 1998       | [ n. 1 ]                     |
| (15460) Manca                                                                                                | 25 de diciembre de 1998      | [ n. 1 ]                     |
| (15478) 1999 CZ2                                                                                             | 7 de febrero de 1999         | [ n. 1 ]                     |
| (16152) 1999 YN12                                                                                            | 30 de diciembre de 1999      | [ n. 4 ]                     |
| (16683) Alepieri                                                                                             | 3 de mayo de 1994            | [ n. 2 ]                     |
| (16744) Antonioleone                                                                                         | 23 de julio de 1996          |                              |
| (16797) Wilkerson                                                                                            | 7 de febrero de 1997         | [ n. 1 ]                     |
| (17056) Boschetti                                                                                            | 6 de abril de 1999           | [ n. 1 ]                     |
| (21269) Bechini                                                                                              | 6 de junio de 1996           | [ n. 1 ]                     |
| (23547) Tognelli                                                                                             | 17 de febrero de 1994        | [ n. 2 ]                     |
| (23589) 1995 UR6                                                                                             | 23 de octubre de 1995        | [ n. 1 ]                     |
| (24818) Menichelli                                                                                           | 23 de noviembre de 1994      | [ n. 1 ]                     |
| (24969) Lucafini                                                                                             | 13 de febrero de 1998        | [ n. 1 ]                     |
| (24996) 1998 OD1                                                                                             | 20 de julio de 1998          | [ n. 5 ]                     |
| (25601) Francopacini                                                                                         | 1 de enero de 2000           | [ n. 4 ]                     |
| (26177) Fabiodolfi                                                                                           | 12 de abril de 1996          | [ n. 1 ]                     |
| (26356) Aventini                                                                                             | 26 de diciembre de 1998      | [ n. 1 ]                     |
| (26498) Dinotina                                                                                             | 4 de febrero de 2000         | [ n. 1 ]                     |
| (27270) Guidotti                                                                                             | 2 de enero de 2000           | [ n. 6 ]                     |
| (27917) Edoardo                                                                                              | 6 de noviembre de 1996       | [ n. 2 ]                     |
| (27959) Fagioli                                                                                              | 19 de septiembre de 1997     |                              |
| (27977) Distratis                                                                                            | 25 de octubre de 1997        | [ n. 1 ]                     |
| (29353) Manu                                                                                                 | 19 de julio de 1995          | [ n. 1 ]                     |
| (29443) Remocorti                                                                                            | 13 de julio de 1997          | [ n. 2 ]                     |
| (29672) Salvo                                                                                                | 12 de diciembre de 1998      | [ n. 1 ]                     |
| (29705) Cialucy                                                                                              | 26 de diciembre de 1998      | [ n. 1 ]                     |
| (29706) Simonetta                                                                                            | 25 de diciembre de 1998      | [ n. 1 ]                     |
| (31414) Rotarysusa                                                                                           | 14 de enero de 1999          | [ n. 1 ]                     |
| (31458) Delrosso                                                                                             | 15 de febrero de 1999        | [ n. 1 ]                     |
| (32938) Ivanopaci                                                                                            | 15 de octubre de 1995        | [ n. 1 ]                     |
| (33010) Enricoprosperi                                                                                       | 11 de marzo de 1997          | [ n. 2 ]                     |
| (33480) Bartolucci                                                                                           | 4 de abril de 1999           | [ n. 4 ]                     |
| (33532) Gabriellacoli                                                                                        | 18 de abril de 1999          | [ n. 1 ]                     |
| (34716) Guzzo                                                                                                | 14 de agosto de 2001         | [ n. 1 ]                     |
| (34717) Mirkovilli                                                                                           | 14 de agosto de 2001         | [ n. 1 ]                     |
| (34718) Cantagalli                                                                                           | 14 de agosto de 2001         | [ n. 1 ]                     |
| (35358) Lorifini                                                                                             | 27 de septiembre de 1997     | [ n. 4 ]                     |
| (35461) Mazzucato                                                                                            | 26 de febrero de 1998        | [ n. 1 ]                     |
| (36446) Cinodapistoia                                                                                        | 22 de agosto de 2000         | [ n. 1 ]                     |
| (38020) Hannadam                                                                                             | 17 de junio de 1998          | [ n. 1 ]                     |
| (39678) Ammannito                                                                                            | 12 de junio de 1996          | [ n. 1 ]                     |
| (39748) Guccini                                                                                              | 28 de enero de 1997          | [ n. 2 ]                     |
| (39849) Giampieri                                                                                            | 13 de febrero de 1998        | [ n. 1 ]                     |
| (42523) Ragazzileonardo                                                                                      | 6 de marzo de 1994           | [ n. 2 ]                     |
| (42614) Ubaldina                                                                                             | 2 de marzo de 1998           | [ n. 6 ]                     |
| (42929) Francini                                                                                             | 8 de octubre de 1999         | [ n. 7 ]                     |
| (43193) Secinaro                                                                                             | 1 de enero de 2000           | [ n. 1 ]                     |
| (43882) Maurivicoli                                                                                          | 7 de marzo de 1995           | [ n. 1 ]                     |
| (44574) Lavoratti                                                                                            | 4 de abril de 1999           | [ n. 4 ]                     |
| (46644) Lagia                                                                                                | 19 de julio de 1995          | [ n. 1 ]                     |
| (46720) Pierostroppa                                                                                         | 13 de agosto de 1997         | [ n. 1 ]                     |
| (46815) 1998 MG3                                                                                             | 21 de junio de 1998          | [ n. 1 ]                     |
| (49340) 1998 WG                                                                                              | 16 de noviembre de 1998      | [ n. 1 ]                     |
| (49987) Bonata                                                                                               | 3 de enero de 2000           | [ n. 7 ]                     |
| (50537) 2000 EH14                                                                                            | 3 de marzo de 2000           | [ n. 4 ]                     |
| (54852) Mercatali                                                                                            | 22 de julio de 2001          | [ n. 4 ]                     |
| (54967) Millucci                                                                                             | 15 de agosto de 2001         | [ n. 1 ]                     |
| (55196) Marchini                                                                                             | 11 de septiembre de 2001     | [ n. 1 ]                     |
| (55418) Bianciardi                                                                                           | 13 de octubre de 2001        | [ n. 4 ]                     |
| (55828) 1995 UN6                                                                                             | 16 de octubre de 1995        | [ n. 1 ]                     |
| (57140) Gaddi                                                                                                | 15 de agosto de 2001         | [ n. 1 ]                     |
| (58709) Zenocolò                                                                                             | 14 de febrero de 1998        | [ n. 7 ]                     |
| (59114) 1998 XQ2                                                                                             | 7 de diciembre de 1998       | [ n. 1 ]                     |
| (59384) 1999 FH10                                                                                            | 22 de marzo de 1999          |                              |
| (59417) Giocasilli                                                                                           | 5 de abril de 1999           | [ n. 1 ]                     |
| (60406) Albertosuci                                                                                          | 3 de febrero de 2000         | [ n. 1 ]                     |
| (63463) 2001 OR12                                                                                            | 20 de julio de 2001          | [ n. 4 ]                     |
| (67070) Rinaldi                                                                                              | 1 de enero de 2000           | [ n. 1 ]                     |
| (70444) Genovali                                                                                             | 9 de octubre de 1999         | [ n. 4 ]                     |
| (70744) Maffucci                                                                                             | 9 de noviembre de 1999       | [ n. 7 ]                     |
| (71221) 1999 YL9                                                                                             | 31 de diciembre de 1999      | [ n. 4 ]                     |
| (71489) Dynamocamp                                                                                           | 4 de febrero de 2000         | [ n. 4 ]                     |
| (75238) 1999 WC9                                                                                             | 29 de noviembre de 1999      | [ n. 1 ]                     |
| (75887) 2000 CS34                                                                                            | 4 de febrero de 2000         | [ n. 4 ]                     |
| (77464) 2001 HV16                                                                                            | 22 de abril de 2001          | [ n. 1 ]                     |
| (79212) 1994 ET                                                                                              | 6 de marzo de 1994           | [ n. 2 ]                     |
| (79523) 1998 OC1                                                                                             | 20 de julio de 1998          | [ n. 1 ]                     |
| (80008) Danielarhodes                                                                                        | 4 de abril de 1999           | [ n. 1 ]                     |
| (82454) 2001 OT12                                                                                            | 21 de julio de 2001          | [ n. 1 ]                     |
| (82463) Mluigiaborsi                                                                                         | 21 de julio de 2001          | [ n. 7 ]                     |
| (82638) Bottariclaudio                                                                                       | 7 de agosto de 2001          | [ n. 4 ]                     |
| (82927) Ferrucci                                                                                             | 25 de agosto de 2001         | [ n. 1 ]                     |
| (85439) 1997 EP40                                                                                            | 13 de marzo de 1997          | [ n. 2 ]                     |
| (86195) 1999 ST9                                                                                             | 30 de septiembre de 1999     | [ n. 7 ]                     |
| (86375) 2000 AT2                                                                                             | 1 de enero de 2000           | [ n. 4 ]                     |
| (86376) 2000 AX4                                                                                             | 2 de enero de 2000           | [ n. 1 ]                     |
| (89735) Tommei                                                                                               | 4 de enero de 2002           | [ n. 1 ]                     |
| (91146) 1998 OA1                                                                                             | 20 de julio de 1998          | [ n. 4 ]                     |
| (91214) Diclemente                                                                                           | 23 de diciembre de 1998      | [ n. 1 ]                     |
| (91900) 1999 VV11                                                                                            | 5 de noviembre de 1999       | [ n. 4 ]                     |
| (92279) 2000 DG                                                                                              | 22 de febrero de 2000        |                              |
| (94634) 2001 WQ14                                                                                            | 21 de noviembre de 2001      | [ n. 4 ]                     |
| (99389) 2002 AN                                                                                              | 5 de enero de 2002           | [ n. 4 ]                     |
| (100730) 1998 CE2                                                                                            | 13 de febrero de 1998        | [ n. 1 ]                     |
| (100897) Piatra Neamt                                                                                        | 5 de mayo de 1998            | [ n. 6 ]                     |
| (101534) 1998 YC10                                                                                           | 25 de diciembre de 1998      | [ n. 1 ]                     |
| (103421) Laurmatt                                                                                            | 6 de enero de 2000           | [ n. 7 ]                     |
| (108205) Baccipaolo                                                                                          | 26 de abril de 2001          | [ n. 7 ]                     |
| (108950) 2001 PS28                                                                                           | 14 de agosto de 2001         | [ n. 1 ]                     |
| (109658) 2001 RZ10                                                                                           | 11 de septiembre de 2001     | [ n. 1 ]                     |
| (121546) 1999 VU11                                                                                           | 5 de noviembre de 1999       | [ n. 1 ]                     |
| (135041) 2001 OU12                                                                                           | 21 de julio de 2001          | [ n. 4 ]                     |
| (137082) Maurobachini                                                                                        | 12 de diciembre de 1998      | [ n. 7 ]                     |
| (137117) 1999 BK4                                                                                            | 19 de enero de 1999          | [ n. 1 ]                     |
| (139231) 2001 HW16                                                                                           | 22 de abril de 2001          | [ n. 4 ]                     |
| (144303) Mirellabreschi                                                                                      | 16 de febrero de 2004        | [ n. 8 ]                     |
| (146017) 2000 CX120                                                                                          | 5 de febrero de 2000         | [ n. 1 ]                     |
| (148206) 2000 CL97                                                                                           | 13 de febrero de 2000        | [ n. 4 ]                     |
| (150238) 1998 YG9                                                                                            | 23 de diciembre de 1998      | [ n. 1 ]                     |
| (150712) 2001 QD                                                                                             | 16 de agosto de 2001         | [ n. 1 ]                     |
| (150713) 2001 QF                                                                                             | 16 de agosto de 2001         | [ n. 4 ]                     |
| (152583) 1994 TF                                                                                             | 4 de octubre de 1994         | [ n. 2 ]                     |
| (155923) 2001 PB14                                                                                           | 14 de agosto de 2001         | [ n. 1 ]                     |
| (155926) 2001 PE29                                                                                           | 15 de agosto de 2001         | [ n. 4 ]                     |
| (159421) 1999 TN10                                                                                           | 8 de octubre de 1999         | [ n. 4 ]                     |
| (165912) 2001 TE7                                                                                            | 11 de octubre de 2001        | [ n. 4 ]                     |
| (172734) Giansimon                                                                                           | 10 de febrero de 2004        | [ n. 8 ]                     |
| (173230) 1998 XM                                                                                             | 6 de diciembre de 1998       | [ n. 1 ]                     |
| (175771) 1998 XO2                                                                                            | 7 de diciembre de 1998       | [ n. 1 ]                     |
| (181312) 2006 QV39                                                                                           | 24 de agosto de 2006         | [ n. 1 ]                     |
| (181722) 1995 CU                                                                                             | 1 de febrero de 1995         | [ n. 1 ]                     |
| (181734) 1995 UQ6                                                                                            | 23 de octubre de 1995        | [ n. 1 ]                     |
| (185990) 2001 OS12                                                                                           | 21 de julio de 2001          | [ n. 1 ]                     |
| (189087) 2001 PE15                                                                                           | 13 de agosto de 2001         | [ n. 1 ]                     |
| (191582) Kikadolfi                                                                                           | 20 de diciembre de 2003      | [ n. 8 ]                     |
| (192573) 1998 XL                                                                                             | 6 de diciembre de 1998       | [ n. 1 ]                     |
| (193818) 2001 QH                                                                                             | 16 de agosto de 2001         | [ n. 7 ]                     |
| (198616) Lucabracali                                                                                         | 14 de enero de 2005          | [ n. 8 ]                     |
| (205006) 1997 AY21                                                                                           | 15 de enero de 1997          | [ n. 2 ]                     |
| (207657) Mangiantini                                                                                         | 1 de agosto de 2007          | [ n. 8 ]                     |
| (208135) 2000 EF15                                                                                           | 2 de marzo de 2000           | [ n. 1 ]                     |
| (210414) Gebartolomei                                                                                        | 3 de diciembre de 2007       | [ n. 8 ]                     |
| (214715) Silvanofuso                                                                                         | 10 de octubre de 2006        | [ n. 8 ]                     |
| (214953) Giugavazzi                                                                                          | 29 de noviembre de 2007      | [ n. 8 ]                     |
| (216345) Savigliano                                                                                          | 4 de diciembre de 2007       | [ n. 9 ]                     |
| (219829) 2002 CR39                                                                                           | 7 de febrero de 2002         | [ n. 4 ]                     |
| (234026) Unioneastrofili                                                                                     | 23 de septiembre de 1998     |                              |
| (235999) Bucciantini                                                                                         | 4 de abril de 2005           | [ n. 8 ]                     |
| (236784) Livorno                                                                                             | 12 de agosto de 2007         | [ n. 9 ]                     |
| (241611) 1999 TO10                                                                                           | 8 de octubre de 1999         | [ n. 1 ]                     |
| (246893) 1997 OB1                                                                                            | 29 de julio de 1997          | [ n. 1 ]                     |
| (247208) 2001 PN28                                                                                           | 13 de agosto de 2001         | [ n. 1 ]                     |
| (280641) Edosara                                                                                             | 6 de enero de 2005           | [ n. 8 ]                     |
| (280652) Aimaku                                                                                              | 2 de febrero de 2005         | [ n. 8 ]                     |
| (283057) Casteldipiazza                                                                                      | 24 de julio de 2008          | [ n. 8 ]                     |
| (283461) Leacipaola                                                                                          | 14 de agosto de 2001         |                              |
| (289608) Wanli                                                                                               | 4 de abril de 2005           | [ n. 8 ]                     |
| (296928) 2010 CE155                                                                                          | 17 de febrero de 1994        | [ n. 2 ]                     |
| (299134) Moggicecchi                                                                                         | 10 de marzo de 2005          | [ n. 8 ]                     |
| (309704) Baruffetti                                                                                          | 29 de marzo de 2008          | [ n. 8 ]                     |
| (313036) 2000 PL                                                                                             | 2 de agosto de 2000          | [ n. 4 ]                     |
| (314808) Martindutertre                                                                                      | 15 de octubre de 2006        | [ n. 8 ]                     |
| (334068) 2001 PP28                                                                                           | 13 de agosto de 2001         | [ n. 1 ]                     |
| (337429) 2001 RL16                                                                                           | 10 de septiembre de 2001     | [ n. 1 ]                     |
| (347537) 1999 YY13                                                                                           | 31 de diciembre de 1999      | [ n. 7 ]                     |
| (363124) 2001 PO28                                                                                           | 13 de agosto de 2001         | [ n. 4 ]                     |
| (390534) 1998 TA2                                                                                            | 13 de agosto de 1998         |                              |
| Los codescubrimientos de asteroids han sido hechos con los siguientes astrónomos: 1. 2. 3. 4. 5. 6. 7. 8. 9. |                              |                              |

## Epónimos
El asteroide cercano a la Tierra de tipo Amor (15817) Lucianotesi, descubierto por Andrea Boattini y Maura Tombelli en el observatorio de San Marcello Pistoiese en 1994, fue nombrado en su honor.